# Sandra Bagarić
Sandra Bagarić (ur. 5 kwietnia 1974 w Zenicy) – bośniacka aktorka i śpiewaczka operowa (sopran).

## Edukacja
Córka Božo i Lidiji. Szkołę muzyczną I stopnia ukończyła w Zenicy, a następnie uczyła się w Sarajewie, w klasie śpiewu i fletu. W 1992 wraz z rodziną przeniosła się do Zagrzebia, gdzie kształciła się w Akademii Muzycznej, w klasie Ljiljany Molnar-Talajić. W czasie studiów otrzymała nagrodę rektorską.

## Kariera
Występowała na scenie Filharmonii Zagrzebskiej i Teatru Komedija w Zagrzebiu. Współpracowała z orkiestrą symfoniczną HRT, a także orkiestrami symfonicznymi Dubrownika i Mostaru. Śpiewała na koncertach w Chorwacji, Słowenii, Belgii, w Niemczech, na Węgrzech, w Stanach Zjednoczonych i Japonii. W jej dorobku artystycznym znajdują się arie operowe: Maricy z Hrabiny Maricy Kalmana, Sylwii z Księżniczki czardasza Kalmana, Fiamette w operetce Bocaccio Suppego, a także Anny w operze Noc w Wenecji Johanna Straussa. Wystąpiła w czterech serialach telewizyjnych.
Jest mężatką (mąż Darko Domitrović jest pianistą), ma dwóch synów (Marka i Lovro).

## Dyskografia
- Sonati od sna (wspólnie z aktorem Borisom Pavleniciem)
- BelCante – Teatar marmelade
- Adagio

## Filmografia
- 2002: Obećana zemlja
- 2007: Naša mala klinika
- 2008-2011: Zabranjena ljubav jako Eleonora Salić
- 2015-2016: Sami ti pričaj jako Dubravka Jaksić